# 175
175（一百七十五）是174與176之間的自然數。

## 数学领域
- 合數，正因數有1、5、7、25、35和175。
質因數分解為{\displaystyle 5^{2}\times 7}。
- 虧數，真因數和為73，虧度為102。
- 第81個十进制的等數位數。前一個為173、下一個為177。
- 第七個十邊形數及第五個十九邊形數，也是中心二十九邊形數。
- 烏拉姆數列的第36項。
- 第22個Zuckerman數，可以被所有位數的乘積35整除。
- 是從1開始的7階幻方，每行、每列以及兩條對角線的和。
- 在十進位下，{\displaystyle 175=1^{1}+7^{2}+5^{3}}，135、518、598也有相同的性質。